# Josep Fèlix Pons i Alonso
Josep Fèlix Pons i Alonso (L'Hospitalet de Llobregat, 27 de juny de 1932 - 19 de març de 2013) va ser un periodista esportiu català, amb una llarga trajectòria en televisió i ràdio. Fou pioner de les retransmissions de bàsquet i l'any 1982 va retransmetre el primer partit de futbol televisat en català de la història. Ha estat considerat com un dels mestres de la descripció realista dels aspectes tècnics del joc. També va treballar com a actor de doblatge.

## Biografia
Va ingressar a Televisió Espanyola l'any 1959. La seva tasca en aquest medi va tenir una important repercussió en les dècades de 1970 i 1980, quan va presentar i dirigir el programa Polideportivo (1974-1980), que va ser planter de professionals com Mercedes Milà i Olga Viza. Com a locutor en castellà, en una ocasió se li va escapar la paraula boira durant un partit en què no es veia res. Tot i que ell va argumentar que era una paraula castellana correcta, li van dir de tot. Tot i ser un fumador empedreït va mantenir durant molts anys una veu prodigiosa i rica en matisos. És també recordat per ser un dels primers periodistes de l'Estat espanyol especialitzats a retransmetre partits de bàsquet. L'any 1972 va ser nomenat vicepresident de l'Asociación Española de Informadores Deportivos de Radio y Televisión.
El 3 de març de 1982 Josep Fèlix Pons va retransmetre el primer partit de futbol televisat en català de la història, juntament amb Josep Maria Casanovas. Va ser una anada dels quarts de final de la Recopa d'Europa entre el Lokomotive Leipzig i el FC Barcelona, al Zentralstadion de Leipzig. El Barça guanyà 0-3 amb gols de Quini, Morán i Simonsen. Fins aquell any la Televisió Espanyola havia considerat políticament incorrecte l'ús del català en retransmissions de futbol. El consentiment per aquest partit es va obtenir com a contrapartida per la discriminació soferta pel Barça en diversos partits retransmesos aquell any al Palau Blaugrana i per la pressió exercida per la premsa de Barcelona. Aquest primer partit televisat en català es va viure com un esdeveniment molt important a Catalunya.
Paral·lelament a la seva activitat en televisió, Josep Fèlix Pons també va treballar en ràdio, concretament a Radio Peninsular de Barcelona, sempre en programes relacionats amb l'esport. Des de 1964, i especialment després de la seva jubilació, treballà com a actor de doblatge de nombroses pel·lícules, interpretant sovint el paper que va realitzar durant la seva carrera professional: el de comentarista esportiu. Així, la seva veu pot escoltar-se en les versions castellanes de films com Días de Radio, Toro Salvaje o Acusados. En televisió, un dels seus treballs més destacats fou la narració de la sèrie estatunidenca Crónica de gangsters.
L'any 1999 va rebre el Premi HUSA a la Millor Labor Periodística, atorgat pel diari Mundo Deportivo. Resident durant molts anys en el passeig de Sant Joan de Barcelona, l'any 2008 va fixar la seva residència en la localitat de Begues. Va morir la matinada del 19 de març de 2013.